# Елиар Фокс
Елиър Афшари (на английски: Elyar Afshari) е британски поп-певец, музиканти композитор. По-известен е с псевдонима Елиър Фокс.

## Биография
Елиър Фокс е роден е роден на 15 юли 1995 година в Илинг, Лондон. Майка му е британка, баща му е от Азърбайджан. Той има един по-голям брат. Елиър е бил член на бандата „Just me again“. Свири на пиано и китара.

### Първи стъпки
„През 2005 г. започнах да свиря на китара, малко по-късно реших да пиша песни“, заявява Фокс в интервю за началото на кариерата си.

### 2012 година
На 16-годишна възраст той решава да бъде соло изпълнител и сменя името си на Елиър Фокс. Започва да публикува кавъри на песни в YouTube от личния си канал eldoode. Привлича на вниманието на много хора, включително и на Раян Сикретс. Неговият канал събира над 17 милиона гледания (към февруари 2014 г.). През 2012 г. той подписа музикален договор с Polydor. На 28 октомври 2013 г. Фокс подгрява бой бандата Union J на концерт в търговски център Уестфийлд, Лондон. Той продължава да подгрява Union J на турнето им от декември 2013 г. до януари 2014.
Дебютният му сингъл Do It All Over Again е пуснат през януари 2014 г. Изкачва се до номер 5 в британската класация UK Singles Chart. Неговите фенове се наричат Foxers.
Фокс е изненадващ гост на Jingle Bell Ball през декември 2013, когато изпълнява своя дебютен сингъл пред 16 000 души. Датата на официалното пускане на сингъла Do It All Over Again е 12 януари 2014 г. Бил е гост на The Matt Edmondson шоу по BBC Radio 1. Фокс изпълнява Do It All Over Again на живо по CBBC's Sam & Mark's Big Friday Wind-Up на 24 януари 2014 година. Сингълът достига номер 83 в чарта на Ирландия – Singles Chart. Вторият му сингъл A Billion Girls излиза на 14 февруари 2014 година и за първи път е пуснат по Capital FM на 20 февруари 2014 г. Той подгрява McBusted на концерт в Хайд Парк, Лондон на 6 юли 2014 г.

## Песни
- Do It All Over Again (2014)
- A Billion Girls (2014)